# Zamira Kita
Zamira Kita (ur. 1 kwietnia 1963 w Korczy) – albańska aktorka.

## Życiorys
Pochodziła z rodziny represjonowanej politycznie w czasach komunizmu. Zadebiutowała na scenie w wieku 11 lat, występując w jednym z zespołów amatorskich w Korczy. W latach 1981–1985 studiowała na wydziale aktorskim Instytutu Sztuk w Tiranie. Po ukończeniu studiów rozpoczęła pracę w Teatrze Andona Zako Çajupiego w Korczy, a także w zespole estradowym. Współpracowała także z teatrem Bylis w Fierze oraz Teatrem Aleksander Moisiu w Durrës. Przez trzy lata współpracowała z telewizją albańską, przygotowując noworoczne programy artystyczne. W 1997 zdobyła nagrodę dla najlepszej aktorki na Międzynarodowym Festiwalu Teatralnym w Tiranie (za rolę Efti w komedii Jovan Bregu refugjat Adeliny Balashi). W 2006 objęła stanowisko dyrektorki Teatru Andona Zako Çajupiego w Korczy.
Wystąpiła w sześciu filmach fabularnych. Zadebiutowała w 1985 rolą Anili w filmie telewizyjnym Mësuesi i letërsisë.
W czerwcu 2017 została oskarżona przez b. prezydenta Albanii Salego Berishę o czynne wspieranie w wyborach Socjalistycznej Partii Albanii w zamian za dotacje dla kierowanego przez nią teatru.

## Filmografia
- 1985: Mësuesi i letërsisë jako Anila
- 1989: Njerëz në rrymë jako Ana, żona Arsena
- 2003: Yllka jako Mira
- 2004: Tifozët (serial telewizyjny)
- 2010: Komuna e Parisit (serial telewizyjny)
- 2013: Femrat jako Dyshka
- 2017: Przedświt jako niania
- 2017: Në kuadër të dashurisë jako Zamira